# Königswalde
Königswalde – gmina w Niemczech, w kraju związkowym Saksonia, w powiecie Erzgebirgskreis, wchodzi w skład wspólnoty administracyjnej Bärenstein. Do 29 lutego 2012 w okręgu administracyjnym Chemnitz, do 31 lipca 2008 w powiecie Annaberg.